# Marcelo Gopar
°
Marcelo Gopar (Las Flores, 22 de julio de 1965) es un periodista, conductor y animador argentino. 
Dirige su propia emisora de radio, AM Judicial y otra online radiomixargentina.com, también dirige el portal de noticias diarioargentino.com. Los sábados de 12 a 15 hs. conduce  "Marcelo Gopar en Radio El Mundo" por LR1 Radio El Mundo. AM 1070. Primer programa de una radio nacional dedicado a la Justicia de la Nación Argentina. Ganador del Premio Nacional a la Radio y a la Televisión "Quijote de Oro 2019" terna: Mejor conducción masculina en radio y en valores.

13/12/2024. Marcelo Gopar junto al Presidente de la Corte Suprema de Justicia de la Nación y Presidente del Consejo de la Magistratura de la Nación, Ministro Horacio Rosatti, en la fiesta de fin de año de la AFFUN

Diciembre de 2024. Marcelo Gopar posando junto al Ministro de Justicia de la Nación, Dr. Mariano Cúneo Libarona, en el Colegio de la Abogacía de la Capital Federal. Evento organizado por la AFFUN

Marcelo Gopar junto al Dr. Eduardo Casal. Procurador General de la Nación. (centro) y, junto al Dr. Carlos Casas Nóblega. Fiscal General Federal ante la Cámara Federal de la Provincia de Córdoba

Marcelo Gopar recibiendo el premio Quijote de Oro 2019, como mejor conductor de radio y en valores

## Biografía
Nació en la localidad bonaerense de Las Flores. Sus padres son de Azucena Zunilda Berasain y de Isidro Justino Gopar. En 1978 su madre lo introduce en el mundo de las artes marciales, especialmente en la disciplina del Tae-Kwon-Do, donde logra dominar la ansiedad, la respiracion y la meditación. Gopar gano torneos nacionales e internacionales y enseño la disciplina en clubes, instituciones privadas y en su propia escuela. Gopar se destaca por ser un gran defensor de los derechos del niño, de los adultos mayores y, de los animales.y cuando tenía dos años de edad sus padres deciden radicarse en la ciudad de San Justo, Buenos Aires. A los 9 años comenzó a trabajar para poder ayudar a su familia. Trabajó de panadero, verdulero y en 1977 comenzó a trabajar como parapalos en "Mi Bowling" en Ramos Mejía, luego se paso al "Bowling de San Justo" en plena dictadura cívico militar. [cita requerida]
En 1978 comienza a trabajar en la panadería Anfi, también en San Justo. Terminó los estudios primarios sin dormir porque trabajaba de noche. En enero de 1987 se recibe de enfermero en el Hospital de Morón, apadrinado por Monseñor Laguna. Para esta fecha Gopar ya trabajaba en Radio Argentina y, presentaba cantores de primer nivel en distíntos escenarios. Ahijado artístico de la cantante Estela Raval y del cantante Beto Orlando. Sus padrinos en los medios son; la periodista, actriz, y política, Lidia "Pinky" Satragno y el locutor y animador Cacho Fontana, quien lo bautizó,  "El Príncipe de la radio". [cita requerida]
Debido a su  trabajo de difusión  en las compañías discográficas, es el  padrino artístico del Grupo Ráfaga, La Nueva Luna y Amar Azul. Los tres grupos de artistas despegaron de su programa de televisión que se emitía con gran éxito los días sábados y domingos de 13 a 17 hs. por la pantalla caliente de Crónica TV". Su inicio en la radio fue en Radio Argentina, luego trabajó en Radio Excelsior, Radio Belgrano y, Radio Colonia, entre otras emisoras. En la actualidad conduce y produce, "Marcelo Gopar en Radio El Mundo", por LR1 Radio El Mundo AM 1070 y "Marcelo Gopar en AM Judicial", por AM Judicial. También dirige su radio y su diario digital.

El 18 de diciembre de 2021, el periodista se reunió con su amigo, el Dr. Alberto Lugones "Presidente del Consejo de la Magistratura y, Juez de la Sala II de la Cámara Federal de Apelaciones de San Martín". La reunión se llevó a cabo en el despacho privado del Juez, en el Consejo de la Magistratura.

Colegio de Abogados de Morón (28 de abril de 2022). Marcelo Gopar junto a uno de sus profesores en Derecho Penal, Dr. Eugenio Zaffaroni, exministro de la Corte Suprema de Justicia de la Nación Argentina, y actual Ministro de la Corte Interamericana de Derechos Humanos.

Asociación de Magistrados y Funcionarios de la Justicia Nacional (28 de junio de 2022). Presentación del nuevo libro del Dr. Juan Manuel Matera. Marcelo Gopar asistió al evento junto a la Dra. Hilda Kogan. Presidenta de la Suprema Corte de Justicia de Buenos Aires y junto a la Dra. Eleonora Slavin. Jueza del Tribunal del Trabajo Nº 2 de la Ciudad de Mar del Plata.

## Su debut en Televisión
En 1996 debuta en televisión conduciendo 1, 2, 3, Ritmo, junto al popular cantante Pocho la Pantera un programa diario que se emitía a través de la señal 365 Series y Univisión. Era un programa de corte netamente musical, con artistas en vivo y con el auspicio de las discográficas más importantes. El programa se emitía de lunes a domingos a las 13 con repetición a las 19 h. En 1997 los directivos de DBN (Distribuidora Belgrano Norte) convocan a Gopar para la conducción de los musicales de sábados y domingos en la pantalla de Crónica TV. En un principio el programa salió grabado, pero fue el mismo Héctor Ricardo García propietario de la señal de noticias quien le pidió a los empresarios que quería que el conductor salga al aire en vivo desde los estudios del canal ubicado en Riobamba 280.

Marcelo Gopar conduciendo su programa dedicado a la difusión de las actividades de la Justicia de la Nación Argentina.

## Copamiento del cuartel de La Tablada
En enero de 1989 junto a sus colegas Daniel Hadad y Claudio Rígoli, fueron los periodistas que cubrieron el  Copamiento del cuartel de La Tablada, un intento de ocupación de los cuarteles del Regimiento de Infantería Mecanizado 3 Gral. Belgrano (RI Mec 3) y del Escuadrón de Exploración de Caballería Blindado 1 del Ejército Argentino en La Tablada, provincia de Buenos Aires, el 23 y 24 de enero de 1989, por miembros del Movimiento Todos por la Patria (MTP), liderados por Enrique Gorriarán Merlo. Una tarea que pocos conocen. En su momento Gopar comentó en un reportaje; 

Jamás pensé que tendría que vivir momentos tan difíciles. Podría haber muerto mil veces cuando decidí retirarme el segundo día. Las balas me despeinaban, pasaban por mi frente y por mi nuca, zumbaban en mis oídos. Estaba en peligro mi  vida, pero Dios me protegió. Si bien fueron momentos duros y tristes, deja una enseñanza eterna. Le confesó el periodista a Canal 13.

Junio de 2022. Marcelo Gopar en la "Asociación de Magistrados y Funcionarios de la Justicia Nacional, junto a sus amigos y padrinos en la Justicia; el Dr. Marcelo Peluzzi. "Juez Nacional de Ejecución Penal" y el Dr. Juan Manuel Converset. "Juez de la Cámara Nacional de Apelaciones en lo Civil.

## El último reportaje a Gilda
Marcelo Gopar se hizo muy popular por haberle realizado el último reportaje a la popular cantante Gilda, en septiembre de 1996. Al poco tiempo la cantante murió en un accidente de tránsito cuando se dirigía a brindar un show en la localidad entrerriana de Chajarí, quien a partir de ese momento se convirtió en mito.

## Gilda, la película
En el año 2016 cuando se rodaba la película de Gilda, "Gilda, no me arrepiento de este amor" interpretada por la actriz uruguaya Natalia Oreiro, la directora del rodaje Lorena Muñóz le propuso a Gopar participar de la película, el periodista rechazó rotundamente la propuesta y aún no se saben los motivos que lo llevaron a esta decisión. En ese mismo año también desistió participar del libro que estaba escribiendo sobre la artista,  su colega y amiga Graciela Guiñazú  para Editorial Atlántida. Allegados al periodista aseguran que no habla más de Gilda, y que no da más entrevistas porque en varias ocasiones lo sacaron de contexto.

Marcelo Gopar mano a mano con el cantante Jairo. La entrevista se realizó en enero de 2006 en el Hotel Avenida de la localidad bonaerense de Las Flores, de donde es oriundo el conductor.

## Trayectoria
| Año     | Medio de comunicación         | Nombre                          | Rol                 | Notas                            |
| ------- | ----------------------------- | ------------------------------- | ------------------- | -------------------------------- |
| 1989-91 | Radio                         | Magazine                        | Conductor           |                                  |
| 1992-99 | Radio                         | La Radio Ataca                  | Conductor           |                                  |
| 1996    | Canal 365 Series y Uno Visión | 1, 2, 3, Ritmo                  | Coconductor         | Conduce junto a Pocho La Pantera |
| 1997    | Crónica TV                    | Musicales del sábado y domingo  | Conductor           |                                  |
| 2000-06 | Radio                         | Argentina Música Show           | Conductor           |                                  |
| 2012-19 | Radio Mix Argentina           | De Todo un Poco                 | Productor/Conductor |                                  |
| 2019-22 | LR1 Radio El Mundo AM 1070    | Marcelo Gopar en Radio El Mundo | Conductor           |                                  |

## Premios
| Año  | Premio                        | Categoría                                                                   | Por                             | Resultado |
| ---- | ----------------------------- | --------------------------------------------------------------------------- | ------------------------------- | --------- |
| 1995 | Disco de Oro Leader Music     | Excelencia en difusión                                                      | La Radio Ataca                  | Ganador   |
| 1996 | Disco de Oro Leader Music     | Excelencia en difusión                                                      | La Radio Ataca                  | Ganador   |
| 1997 | Premio Marca Latina           | Excelencia en difusión                                                      | Musicales de Crónica TV         | Ganador   |
| 1997 | Disco de Oro Magenta Discos   | Excelencia en difusión                                                      | La Radio Ataca                  | Ganador   |
| 1998 | Premio Marca Latina           | Excelencia en difusión                                                      | Musicales de Crónica TV         | Ganador   |
| 1999 | Disco de Oro Fonovisa Records | Excelencia en difusión                                                      | La Radio Ataca                  | Ganador   |
| 2007 | Disco de Oro Fonovisa Records | Excelencia en difusión                                                      | De Todo un Poco                 | Ganador   |
| 2008 | Disco de Oro Sony Music       | Excelencia en difusión                                                      | Argentina Música Show           | Ganador   |
| 2009 | Disco de Oro EMI              | Excelencia en difusión                                                      | Argentina Música Show           | Ganador   |
| 2019 | Quijote de Oro                | Mejor conducción masculina en radio y en valores                            | Marcelo Gopar en Radio El Mundo | Ganador   |
| 2021 | Faro de Oro                   | Reconocimiento al único programa radial dedicado a la Justicia de la Nación | Marcelo Gopar en Radio El Mundo | Ganador   |